# فيليب شابيرون
فيليب شابرون (2 فبراير 1823 - 21 ديسمبر 1906) كان رسامًا ومصمم ديكور مسرحي فرنسيًا، اشتهر بعمله في أوبرا باريس. قام بتصميم ديكورات مسرحية لعروض أولى للعديد من الأوبرات في القرن التاسع عشر، بما في ذلك "دون كارلوس" و"عايدة" لفيردي، و"لو سيد" لماسينيه، و"هنري الثامن" لسان-سانس، والجزء الثاني من "الطرواديون" لبرليوز، بالإضافة إلى أولى العروض في فرنسا لأوبرا "عطيل" و"ريغوليتو" لفيردي و"تانهاوزر" لفاغنر.

## الحياة والمهنة

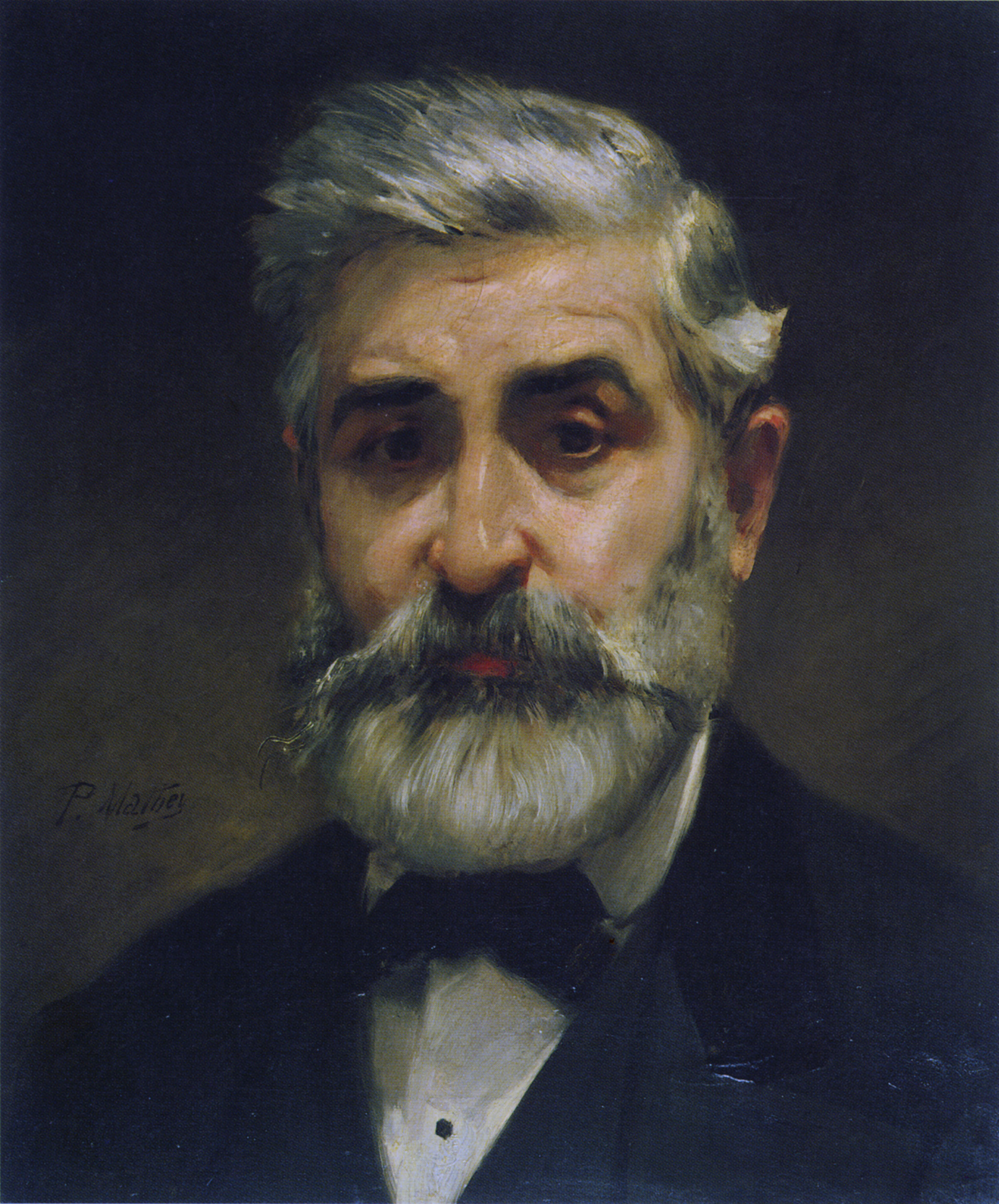
صورة شابيرون بقلم بول ماثي

جاء من خلفية متواضعة. ولد في العاصمة الفرنسية باريس، حيث كان والده موظفًا في صندوق الادخار . تلقى تعليمه في مدرسة الليسيه الإمبراطورية بونابرت ثم في المدرسة الوطنية للفنون الجميلة بباريس حيث درس الرسم والهندسة المعمارية. فاز بمنحة جائزة روما وقضى ثلاث سنوات في فيلا ميديشي . درس أيضًا الهندسة المعمارية في مرسم فيكتور بالتارد والرسم في مرسم ليون ريسينر حيث تلقى إرشادات من ابن عم ريسينر يوجين ديلاكروا.
تأثرت العديد من لوحاته بدراساته في مجال العمارة. بدأ مسيرته في صالون باريس عام 1844 من خلال لوحته Ruines d'un Temple dans l'Inde (أنقاض معبد في الهند). لاحقًا، عرض لوحات لمناظر طبيعية للمدن والقرى، بالإضافة إلى مشاهد داخلية للكنائس. ومع ذلك، فقد اشتهر بشكل أساسي كمصمم ديكور مسرحي.
درس هذا الفن منذ عام 1842 تحت إشراف تشارلز سيسيري ودومينيكو فيري، وكلاهما كانا من كبار مصممي الديكور في دور الأوبرا والمسارح الرئيسية في باريس. بين عامي 1847 و1849، قضى عامين في إسبانيا، حيث ذهب في البداية للعمل على ديكور أحد المسارح في برشلونة، لكنه، بناءً على اقتراح سيسيري، سافر في أنحاء إسبانيا ليرسم ويُعد اسكتشات لمشاهد من القرى والمدن. في ذلك الوقت، أصبحت الموضوعات الإسبانية شائعة في الأوبرا، ولعبت لوحاته لاحقًا دورًا مهمًا كمصدر إلهام لديكوراته المسرحية.

## المعرض

### مجموعة التصاميم

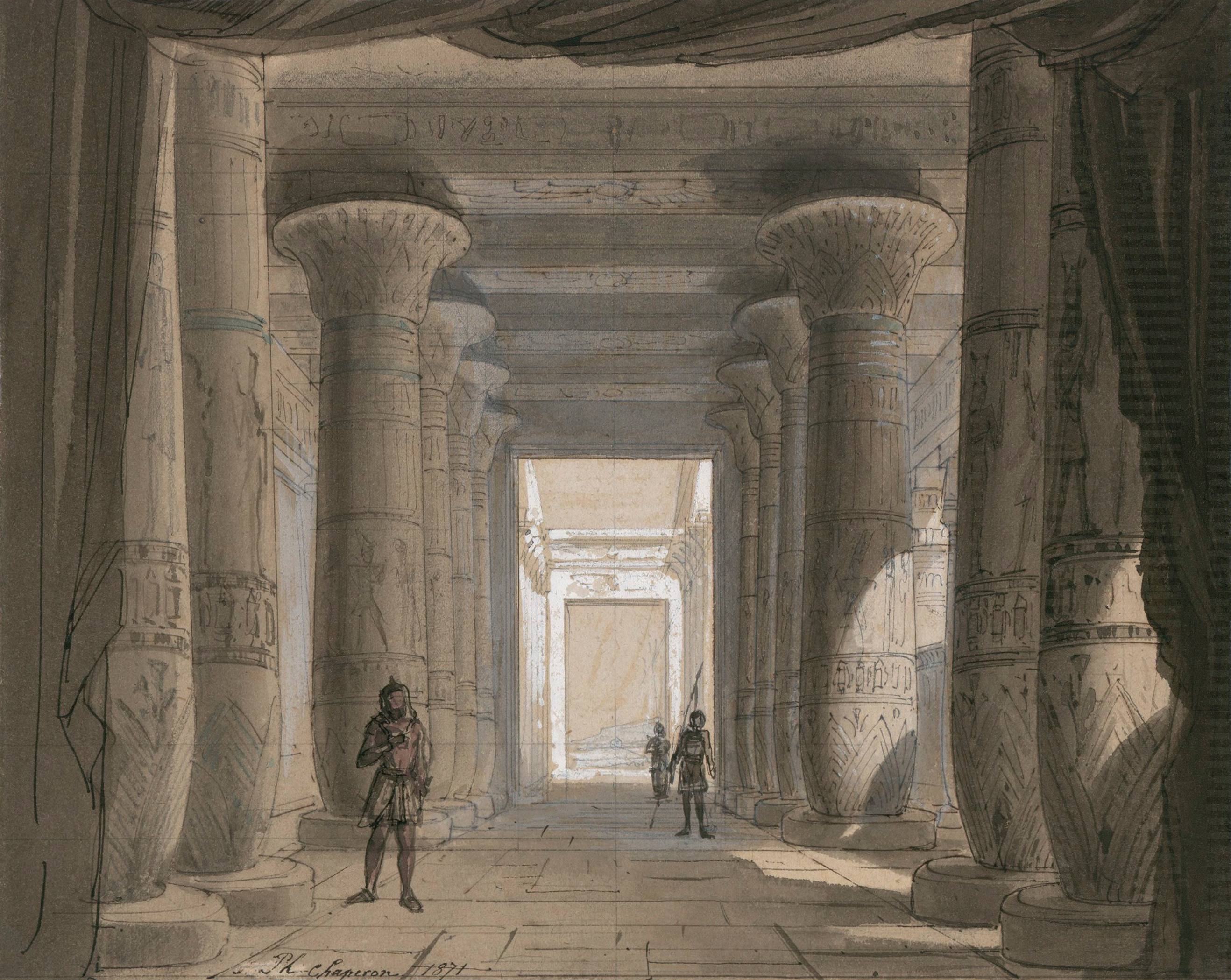
عايدة (الفصل الأول، المشهد الثاني) العرض الأول لدار الأوبرا الملكية بالقاهرة عام 1871
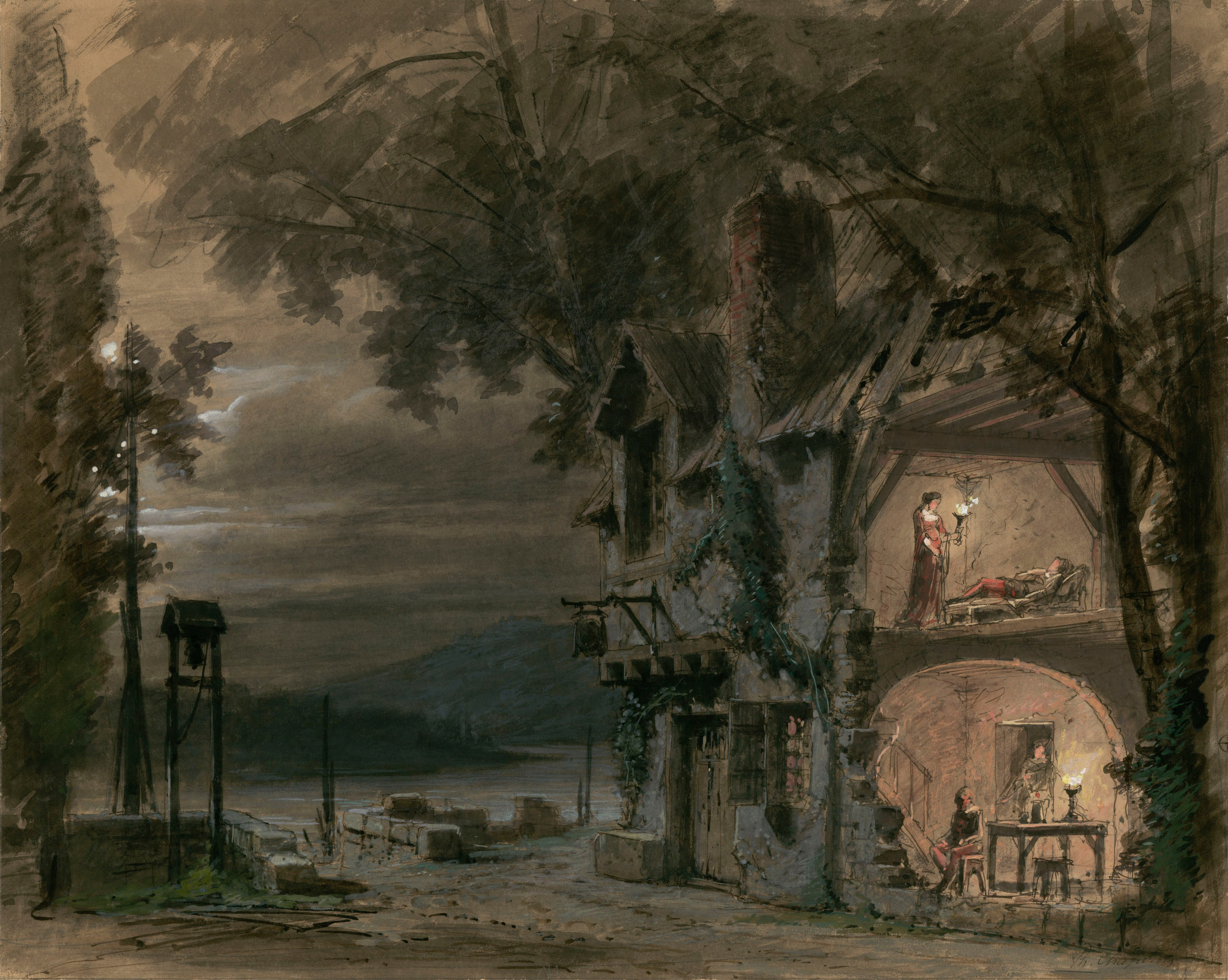
ريجوليتو (الفصل الثالث) قصر غارنييه الذي تم إحياءه عام 1885
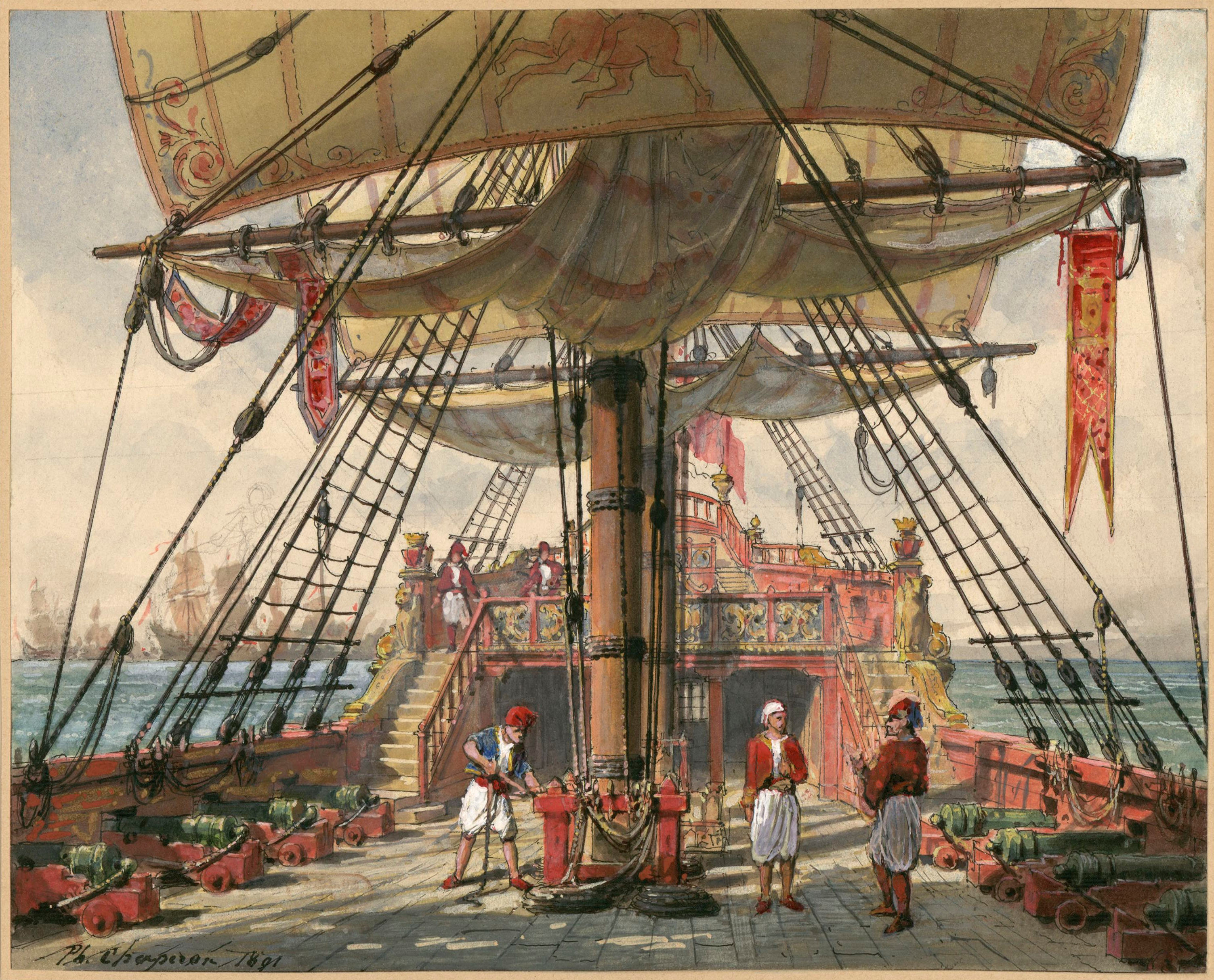
هايدي، أو السر (الفصل الثاني) 1891 إحياء مسرح الأوبرا الكوميدية
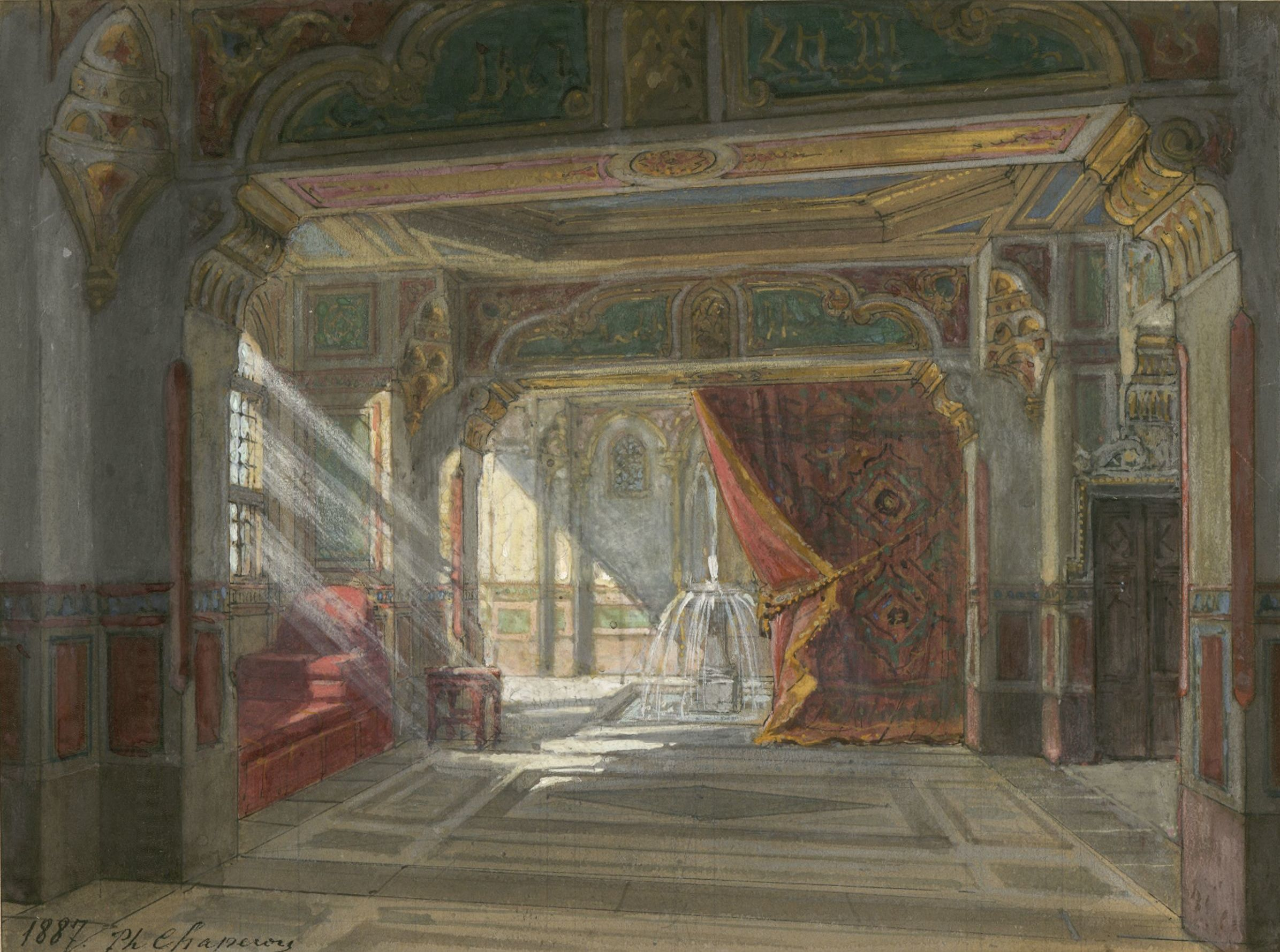
أوبيرون (الفصل الثاني، المشهد الأول) إحياء 1887 مسرح الأوبرا الكوميدية
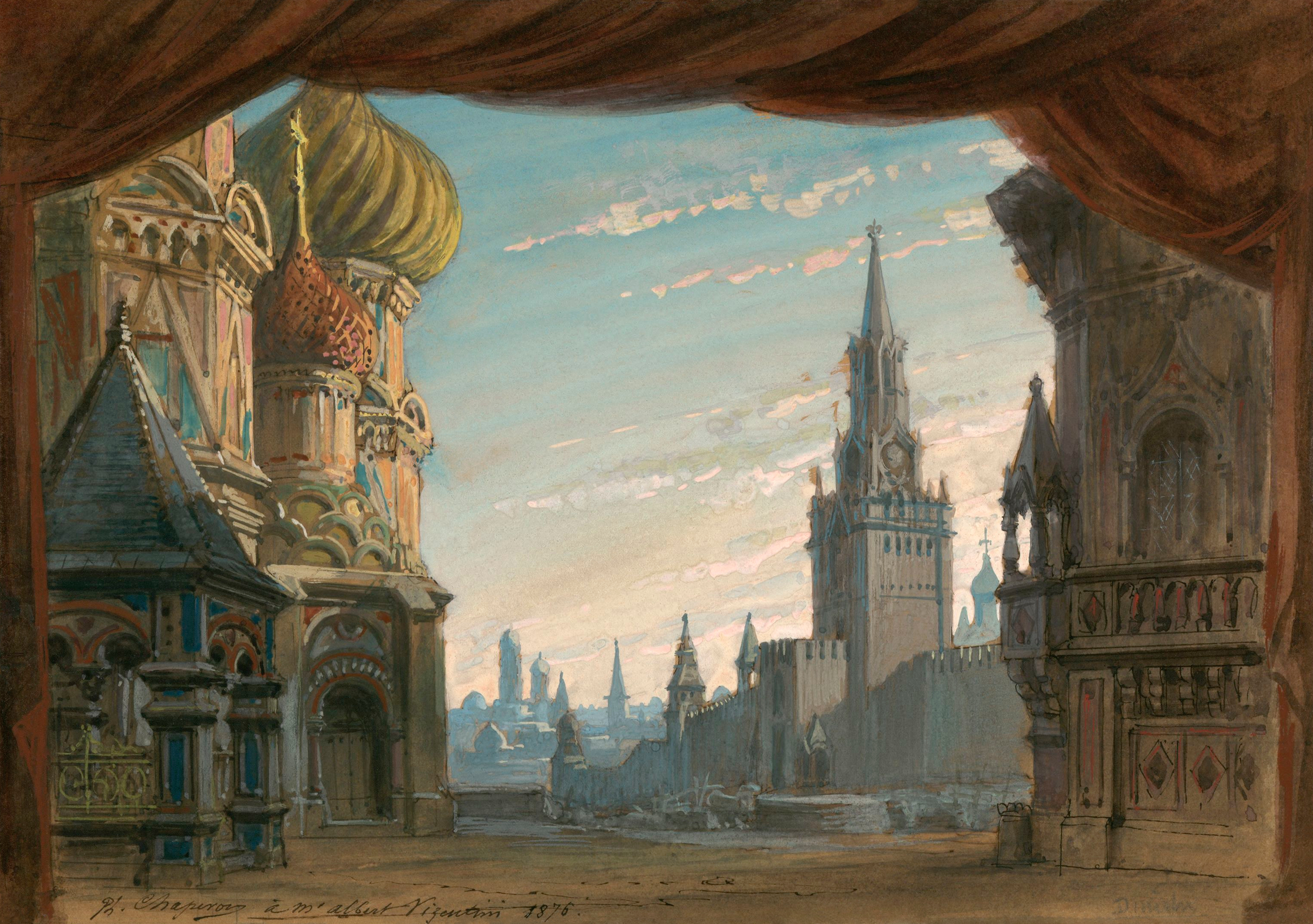
ديمتري (الفصل الخامس) العرض الأول لعام 1876 لـ Théâtre de la Gaîté

- عايدة (الفصل الأول، المشهد الثاني)

 العرض الأول لدار الأوبرا الملكية بالقاهرة عام 1871
- ريجوليتو (الفصل الثالث)

 قصر غارنييه الذي تم إحياءه عام 1885
- هايدي، أو السر (الفصل الثاني)

 1891 إحياء مسرح الأوبرا الكوميدية
- أوبيرون (الفصل الثاني، المشهد الأول)

 إحياء 1887 مسرح الأوبرا الكوميدية [ا]
- ديمتري (الفصل الخامس)

 العرض الأول لعام 1876 لـ Théâtre de la Gaîté

### لوحات فنية

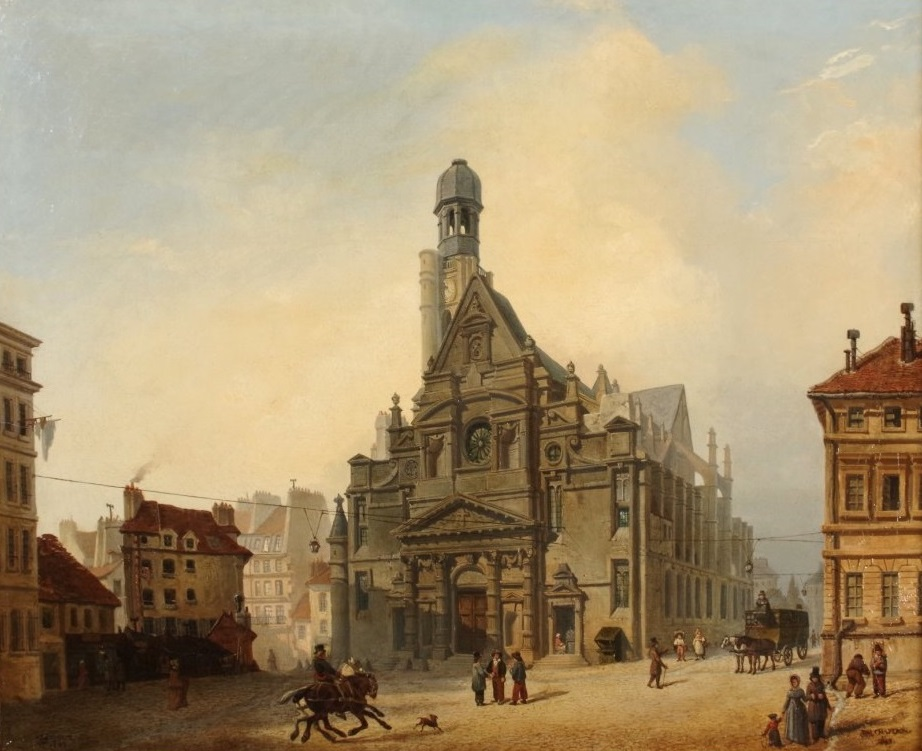
ليجليس سانت إتيان دو مونت (1842)
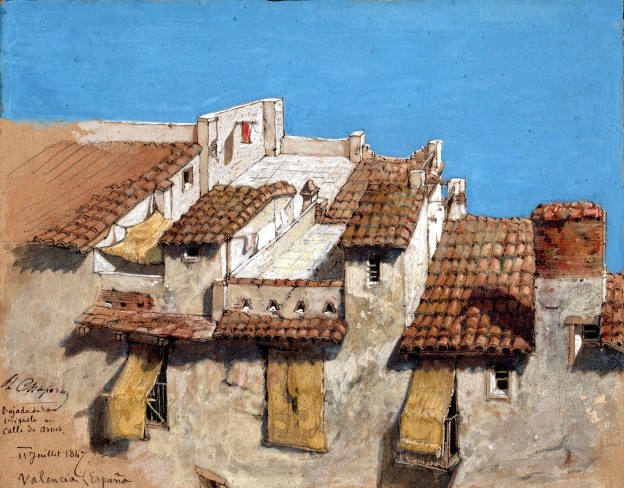
باجادا دي سان ميغيل (1847)
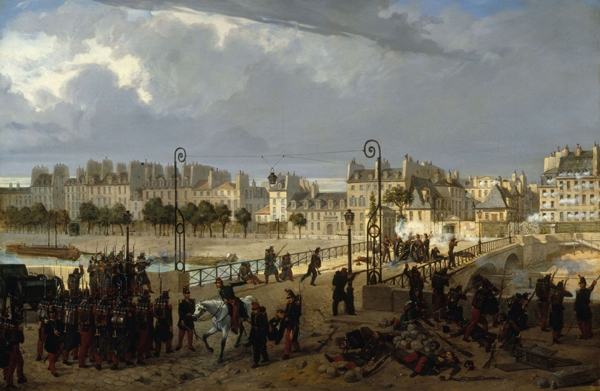
مشهد من جسر الأرشيف (1849)
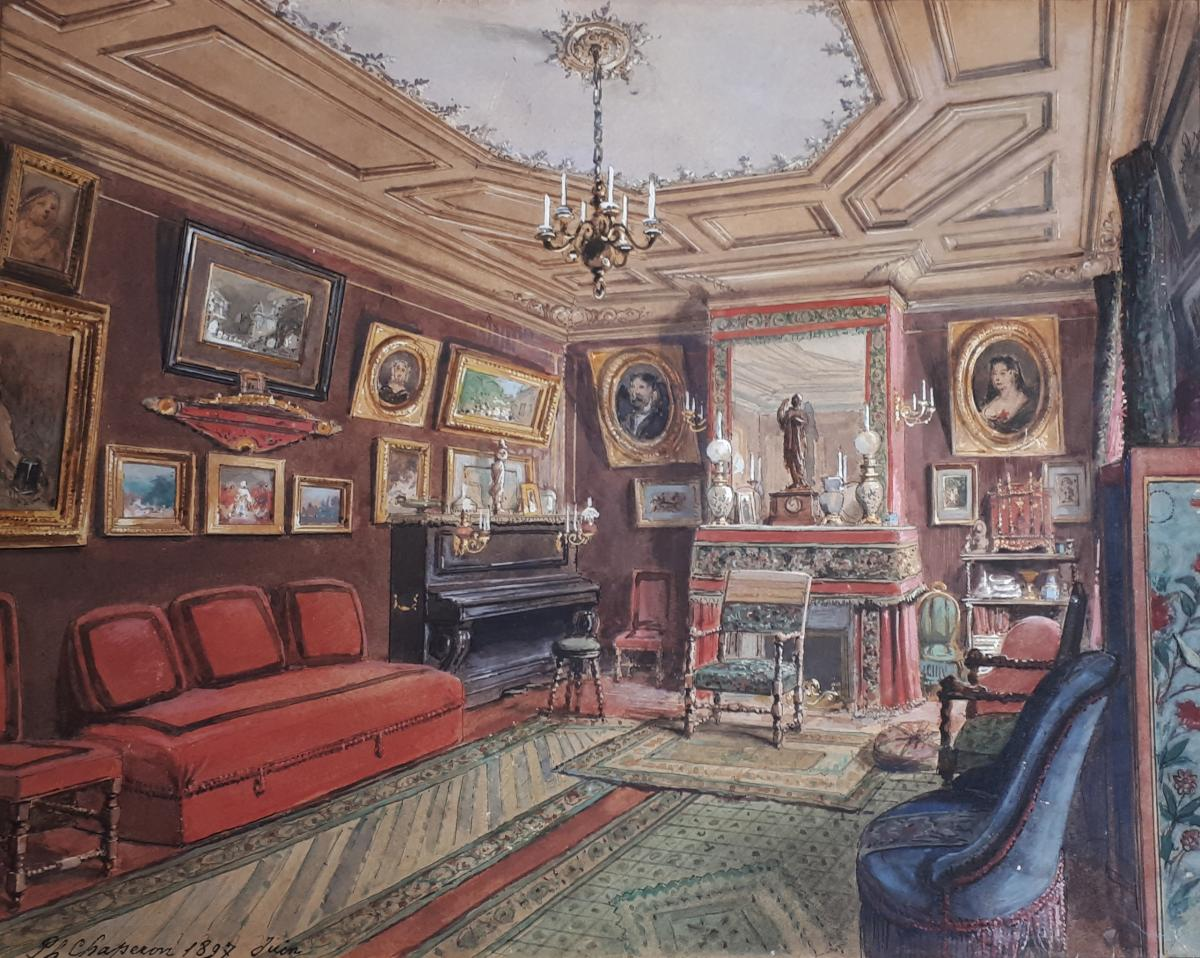
داخل صالون (1897)،
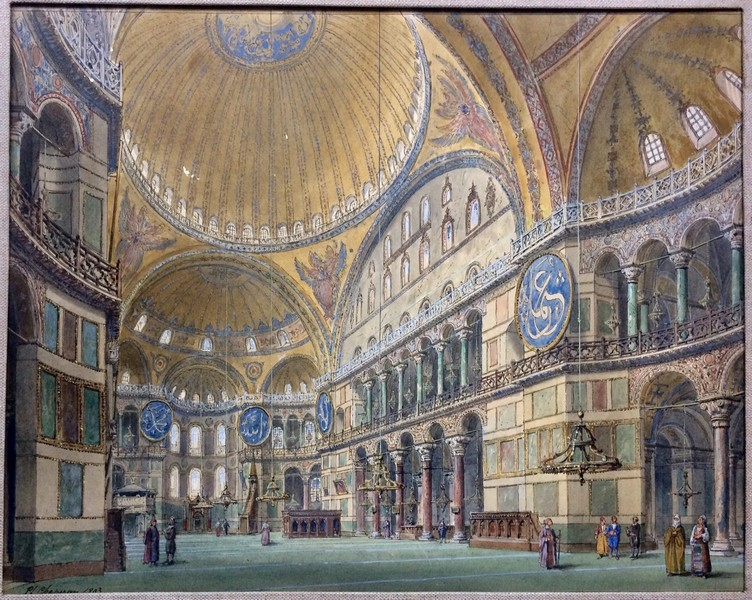
بازيليك سانت صوفي (1893)

## ملحوظات
1. ↑  The production was never realized as the theatre was destroyed by fire on 25 May 1887.[8]

## روابط خارجية
- أعمال فيليب شابيرون في متحف كارنافاليه ، بما في ذلك سلسلة من 10 أفاريز تصور شوارع باريس أنتجت في عام 1848